# Podzamcze (Szydłowiec)
Podzamcze (tzw. Zamek, Sowińskiego) – dzielnica miasta Szydłowca obejmująca w całości ulice: Józefa Sowińskiego, Wiejską, Podzamcze, Lipową a także rondo Solidarności oraz część ul. Zamkowej, Dworskiej i Browarnej. Wschodnią granicę osiedla stanowi rzeka Korzeniówka.
Podzamcze jest najstarszą częścią Szydłowca. Już w XII wieku istniało tu grodzisko, wokół którego powstała niewielka miejscowość. W XIII wieku założono dla potrzeb grodziska wieś służebną nazwaną tak samo jak gród – Szydłowiec, która od II połowy XIV wieku – gdy założono osadę targową – Szydłowiec, została nazwana Starą Wsią. W dniu 8 lutego 1427 Szydłowiec otrzymał prawa miejskie a następnie w 1470 prawa magdeburskie, dzięki którym jeszcze w tym roku, Stanisław Szydłowiecki rozpoczął przebudowę grodziska na murowany zamek. W 1525 Mikołaj Szydłowiecki przebudował rodową siedzibę na wspaniałą renesansową rezydencje, następnie w 1585 i 1619–1629, Radziwiłłowie częściowo upiększyli zamek. Źródła podają, że od XIV do XIX wieku mieściło się na Podzamczu wyrobisko kamienia piaskowca oraz folwark, który spłonął w 1875 roku. W 1848 roku wybudowano browar przy obecnej ulicy Browarskiej. W czasie okupacji hitlerowskiej w zamku hitlerowcy urządzili getto.
1 stycznia 1925 miejscowość została odłączona od gminy Szydłowiec i włączona w granice Szydłowca.
Po II wojnie światowej, na Podzamczu były tylko dwie ulice: Wiejska i Józefa Sowińskiego, które to oddano pod budowę nowych mieszkań. W roku 2004 oddano pod sprzedaż grunty, w miejscu których powstaje obecnie ulica Podzamcze, Lipowa oraz przedłużenie ulicy Dworskiej.
Obecnie na ulicy Józefa Sowińskiego, znajduje się: sklep spożywczo-przemysłowy, obróbka kamienia piaskowca, produkcja ogrodzeń betonowych, Zakład Ubezpieczeń Społecznych oraz rozlewnia napojów chłodzących "Dan". W Zamku mieści się Szydłowieckie Centrum Kultury, biblioteka miejska, Muzeum Ludowych Instrumentów Muzycznych. Zamek otoczony jest fosą, wokół której rozciąga się stary park "Radziwiłłowski".